# Radium Futebol Clube
O Radium Futebol Clube é um clube de futebol brasileiro da cidade de Mococa, no interior do estado de São Paulo. Foi fundado em 1º de maio de 1919 e suas cores são o verde e o branco. 
Disputa torneios profissionais desde 1949, tendo participado da 1ª divisão em 1951 e 1952. É conhecido como Periquito ou Verdão da Mogiana. Manda seu jogos no Estádio Olímpico de São Sebastião.

## História
O futebol em Mococa começou a ser praticado em 1906, mas ganhou força apenas em 1915, com a fundação de dois clubes: Operário e Mocoquense. A cidade possuía apenas um campo para a prática do futebol, o que prejudicava o desempenho de ambos, e assim, lentamente foi surgindo a ideia de unir os dois clubes em um só.
Em 1° de maio de 1919, ocorreu a grande tomada de decisão. No Teatro Variedades, numa reunião, havia a presença de um grande número de esportistas visando dar à cidade uma equipe de ampla representatividade. O tema principal era sobre o fato de Mococa não haver espaço para duas, três, quatro, ou mais das diversas sociedades esportivas então existentes. Sob a expectativa do grande número de torcedores presentes, os trabalhos, desde o início, decorreram animados, até a escolha do nome.
Vários palpites surgiram: "Palestra", "São Paulo", "Paulistano", "Corinthians", "São Bento", dentre outros, pontificando no futebol principal de São Paulo, mas não receberam aprovação, o que quase tornou a reunião num fracasso. Enquanto a maioria dos presentes se encontravam na porta do teatro, o esportista Pedro Daniel, apresentou a sugestão do nome "Radium" (grafia da época), em homenagem à cientista Marie Curie, descobridora do elemento químico Rádio.
O nome é uma homenagem ao elemento químico Rádio, que havia sido recém-descoberto na época pela cientista francesa Madame Curie. O “radium”, como ainda era conhecido em português, assombrava o mundo por sua força, brilho e energia.
Desde sua fundação, o Radium utiliza o mesmo escudo e as mesmas cores, o verde e branco. Por causa delas e da Estrada de Ferro Mogiana, que passava pela cidade, o clube acabou ganhando o apelido de Verdão da Mogiana. O distintivo é a marca registrada do clube, sendo formado simplesmente por um círculo verde de contorno branco, com a letra R estampada também em branco no centro.
Não se sabe ao certo o porquê da escolha das cores, mas o mais provável é que seja em homenagem à vegetação de Mococa, conhecida como a Cidade das Palmeiras Imperiais.
Do ano de sua fundação até 1948, o clube disputou apenas competições amadoras e torneios regionais, profissionalizando-se em 1949, quando disputou o Campeonato Paulista da Segunda Divisão (atual Série A2), que venceu no ano seguinte, chegando à Primeira Divisão (A1), que disputou por dois anos, a saber, 1951, onde conseguiu um honroso 8º lugar e, em 1952, apesar de ter sido rebaixado, conseguiu uma vitória marcante por 3 a 2 sobre o Palmeiras. Após isso, licenciou-se em 1953.
Após ficar o ano de 1953 sem competir profissionalmente, o Radium voltou em 1954 no então Campeonato Paulista da Primeira Divisão (equivalente a atual Série A2), competição que disputou até 1957. No ano seguinte, mais um período longe dos torneios profissionais, com o retorno em 1961, na Terceira Divisão Estadual (atual Segunda Divisão).
De 1962 até 1976, o clube esteve mais uma vez longe dos campeonatos profissionais, voltando na Primeira Divisão (A3) em 1977. A equipe permaneceu neste nível até 1979, quando ao lado do Amparo e do Lemense conseguiu o acesso à Segunda Divisão (A2) de 1980. Ainda neste ano, o clube realizou o primeiro amistoso internacional da história contra a Seleção da Arábia Saudita. O resultado foi 4 a 1 para o time brasileiro.
Em 1988, o clube de Mococa foi rebaixado e disputou por dois anos o Campeonato Paulista da Segunda Divisão (equivalente a atual Série A3), quando em 1990 novamente obteve o direito de subir uma divisão e chegar à Divisão Intermediária (A2) em 1991. O Radium participou desta competição por quatro temporadas.
Em 1994, disputou o Campeonato Paulista B1A, equivalente à quarta divisão do futebol estadual, e continuou nesta competição até 1996. Nas temporadas de 1997 e 1998 esteve ausente do profissionalismo e, no ano seguinte, em 1999, disputou a Série B1B.
Do ano 2000 até 2003, o Radium participou do Campeonato Paulista da Série B2 (quinta divisão) e neste meio tempo, entre 2001 e 2003, esteve presente em três edições da Copa São Paulo de Futebol Júnior, sendo eliminado na primeira fase de todas. Em 2005, passou a competir na recém-criada Segunda Divisão.

### Última competição e ausência (2013–)
Foi em um domingo, dia 21 de julho de 2013, que o Pirassununguense bateu o Radium pelo placar de 6 a 0, no Estádio Bellarmino Del Nero, em Pirassununga, pela última rodada da primeira fase da Segunda Divisão (atual Série A4), jogo da valido pelo Grupo 4, que era composto também por Américo, Palmeirinha, Paulistinha e XV de Jaú.
Assim, o time representante de Mococa terminou a fase na lanterna da chave, com apenas quatro pontos somados em dez jogos, sendo quatro empates e seis derrotas. Desde então, após essa humilhante goleada para o CAP, de forma melancólica ficou marcada a despedida do Verdão da Mogiana que, até aqui, está ausente do cenário do futebol profissional.
Em caso de retorno, o Radium terá que ingressar na quinta divisão do Paulistão, a última do futebol paulista.

## Títulos
| ESTADUAIS | ESTADUAIS                      | ESTADUAIS | ESTADUAIS  |
|           | Competição                     | Títulos   | Temporadas |
| --------- | ------------------------------ | --------- | ---------- |
|           | Campeonato Paulista – Série A2 | 1         | 1950       |